# Пьерр, Зайн
Зайн Пьерр (англ. Zaine Pierre; 21 сентября 1991, Деннери, Сент-Люсия) — сент-люсийский футболист, полузащитник.

## Карьера
Начинал свою карьеру на родине, после чего он уехал в тринидадский «Дабл-Ю Коннекшн» к тренеру-соотечественнику Стюарту Чарльзу-Февриеру. Талантливым хавбеком интересовались европейские клубы. Пьерр ездил на стажировки в расположения английских «Сток Сити», «Арсенала», «Тотенхэма» и «Манчестер Сити».
В апреле 2012 года подписал контракт с клубом Серии А «Дженоа». Мог стать первым представителем своей страны, сыгравшим в итальянской элите. Однако за три года так и не провел ни одного официального матча. Дважды был отдан в аренду в «Мессину» и «Аверсу Норманну». С 2017 года выступает за хорватский «Новиград».

## Сборная
За сборную Сент-Люсии дебютировал 21 сентября 2010 года в товарищеском матче против Тринидада и Тобаго (0:3). С тех пор закрепился в составе сборной и стал капитаном. Вместе со сборной принимал участие в отборочных матчах к чемпионатам мира в Бразилии и России.

## Достижения
- Чемпион Тринидада и Тобаго (1): 2011/12.
- Обладатель Кубка Тринидада и Тобаго (1): 2015/16.